# تیساتنیو
تیساتنیو (به مجاری:  Tiszatenyő) یک منطقهٔ مسکونی در مجارستان است که در ناحیه توروک‌سنت‌میکلوش واقع شده‌است. تیساتنیو ۲۳٫۵۵ کیلومتر مربع مساحت و ۱٬۶۴۹ نفر جمعیت دارد.